# Chilhowee
Chilhowee és una població dels Estats Units a l'estat de Missouri. Segons el cens del 2000 tenia 329 habitants.

## Demografia
Segons el cens del 2000, Chilhowee tenia 329 habitants, 142 habitatges, i 78 famílies. La densitat de població era de 334,3 habitants per km².
Dels 142 habitatges en un 28,9% hi vivien nens de menys de 18 anys, en un 46,5% hi vivien parelles casades, en un 7% dones solteres, i en un 44,4% no eren unitats familiars. En el 39,4% dels habitatges hi vivien persones soles el 23,2% de les quals corresponia a persones de 65 anys o més que vivien soles. El nombre mitjà de persones vivint en cada habitatge era de 2,32 i el nombre mitjà de persones que vivien en cada família era de 3,2.
Per edats la població es repartia de la següent manera: un 26,1% tenia menys de 18 anys, un 9,7% entre 18 i 24, un 29,2% entre 25 i 44, un 18,2% de 45 a 60 i un 16,7% 65 anys o més.
L'edat mediana era de 37 anys. Per cada 100 dones de 18 o més anys hi havia 99,2 homes.
La renda mediana per habitatge era de 29.688 $ i la renda mediana per família de 45.938 $. Els homes tenien una renda mediana de 27.500 $ mentre que les dones 20.625 $. La renda per capita de la població era de 14.850 $. Entorn del 4,1% de les famílies i el 9,3% de la població estaven per davall del llindar de pobresa.

## Poblacions més properes
El següent diagrama mostra les poblacions més properes.